# So You Think You Can Dance
So You Think You Can Dance (Achas que Sabes Dançar? em Portugal) é um talent show americano de competição de dança que vai ao ar nos Estados Unidos no canal FOX e no Brasil no canal TLC.
Nos Estados Unidos, a primeira temporada estreou em 20 de julho de 2005 e tem uma premissa semelhante ao American Idol, com audições nacionais, levando à descoberta do dançarino favorito da América. O reality foi originado por Simon Fuller e Nigel Lythgoe, os mesmos criadores de American Idol. Em So You Think You Can Dance o grande grupo de inscritos, formado por artistas profissionais, amadores e aspirantes a dançarinos se apresenta nas primeiras eliminatórias — alguns deles serão selecionados para a competição principal, em Las Vegas. A cada episódio, os concorrentes devem aprender diferentes coreografias e formar pares de dança — que são trocados a cada semana — como testes às suas habilidades.
A primeira temporada foi apresentada por Lauren Sánchez e por Cat Deeley. Em agosto de 2006, foi também anunciado que já havia versões derivadas do programa em Nova Zelândia, Turquia, Israel, Canadá, Alemanha, Grécia, Polônia, Malásia, Noruega, Países Baixos, África do Sul e Austrália, com vários outros países em processo.
So You Think You Can Dance realiza audições em grandes cidades por todos os Estados Unidos, procurando pelos melhores dançarinos de cada cidade. Nas audições, dançarinos de salsa, dança de salão, hip hop, street dance, dança contemporânea, jazz, balé e de muitos outros estilos podem ser vistos. O competidor que conseguir sobreviver às etapas eliminatórias consecutivas será o grande vencedor e receberá um prêmio de 250 mil dólares e receberá o título de "dançarino favorito da América". Em suas sete temporadas, os vencedores foram, respectivamente: Nick Lazzarini, Benji Schwimmer, Sabra Johnson, Joshua Allen, Jeanine Mason, Russell Ferguson e Lauren Froderman.

## Formato do programa
Durante as audições, os dançarinos classificados recebem uma passagem para a cidade onde será realizada a segunda etapa. Na 1.ª temporada, a segunda etapa foi realizada em Hollywood. A partir da 2.ª temporada, as segundas etapas ocorrem em Las Vegas. Devido às limitações de tempo, a maioria das audições é cortada ou editada.
Durante a 1.ª temporada, os 50 melhores dançarinos eram separados por grupos, trabalhando com cinco diferentes coreógrafos por semana, sem juízes. No final os coreógrafos escolheriam os 16 melhores. A partir da 2.ª temporada o formato adquirido foi a realização da coreografia dos concorrentes diante dos juízes que escolheriam os melhores dançarinos que iriam para as audições em Las Vegas, e lá seriam escolhidos os 20 melhores, com base em suas performances.
Depois da primeira temporada, o formato mudou da troca de parceiros todas as semanas para um em que os Top 20 mantêm o mesmo parceiro até a escolha dos 10 melhores. A partir daí os dançarinos escolhem seu parceiro aleatoriamente retirando seus nomes de dentro de um chapéu, assim como seu estilo de dança. Cada bailarino, além de dançar em pares, também tem o direito de fazer um solo, ou seja, os espectadores têm a oportunidade de votar avaliando os dançarinos individualmente e em pares.
Quando restam apenas dois dançarinos e duas dançarinas, todos dançam com todos. No último programa dos resultados da temporada, é revelado quem foi eleito como o "dançarino favorito da América". Neste mesmo dia, os jurados escolhem as suas danças preferidas da temporada.
Na sétima temporada, houve algumas mudanças no formato do programa, como a mudança de Top 20 para Top 11, três finalistas ao invés de 4, o retorno de alguns dos participantes mais populares das temporadas anteriores, entre outras.
Na oitava temporada, o programa retornou com o Top 20, mas permaneceu com o formato de all-stars que começa a partir do Top 10.

## Temporadas

### 1.ª Temporada
A primeira temporada foi apresentada por Lauren Sanchez. Não foi exibida no Brasil.
O último episódio foi exibido em 5 de outubro de 2005. O vencedor foi Nick Lazzarini, que recebeu mais de 37,6% da votação. Lazzarini ganhou $ 100.000 e da utilização de um apartamento com vista para Central Park, em Nova York, por um ano. Melody Lacayanga foi nomeada vice-campeã.

### 2.ª Temporada
Nos EUA o programa estreou em 12 de maio de 2006, liderando a audiência nas fases de audição. Cat Deeley tornou-se a nova apresentadora. Os 20 finalistas foram revelados em 8 de junho, e o vencedor, Benji Schwimmer, recebeu o título de "Dançarino Favorito da América" em 16 de agosto de 2006 após 16 milhões de votos computados no episódio final. Travis Wall ficou em segundo lugar.
Schwimmer quase não foi classificado para o top 20, pois, nessa temporada, Hokuto "hok" Konishi foi incapaz de obter o visto para trabalhar nos EUA a tempo para a primeira gravação, e foi eliminado. Schwimmer substituiu Hokuto e entrou na rotina e caminhou para a admiração dos juízes e do público, o que o levou à vitória.
Foram várias as alterações ao formato do show, na 2.ª temporada. Novos estilos de dança foram introduzidos, bem como o prêmio para a segunda temporada, pois houve um aumento de $ 100.000 para incluir também um novo carro e um contrato de um ano para dançar em um espetáculo de Celine Dion em Las Vegas.
O programa foi exibido no Brasil pelo canal pago People & Arts.

### 3.ª Temporada
As audições para a 3.ª Temporada foram realizadas em Nova Iorque, Chicago, Los Angeles e Atlanta e se iniciaram em outubro de 2006. Semelhante à 2.ª temporada, os selecionados iriam para Las Vegas. As gravações das audições foram exibidas em 24 de maio de 2007, na Fox, e os programas subsequentes foram gravados e transmitidos ao vivo em uma temporada de 12 semanas. Cat Deeley voltou como apresentadora, e Nigel Lythgoe e Mary Murphy retornaram como jurados permanentes. O prêmio para o vencedor foi aumentado para US $ 250.000 em dinheiro. Devido ao desempenho do último episódio (16 de agosto de 2007), foi anunciada uma 4.ª temporada. Sabra Johnson foi a vencedora e Danny Tidwell foi nomeado vice-campeão.
Esta temporada também foi exibida no Brasil em 2009, pelo canal pago People & Arts.

### 4.ª Temporada
As audições para a 4.ª temporada foram realizadas no Texas, Carolina do Sul, Utah, Washington, Califórnia e Winsconsin. Iniciaram-se no dia 17 de janeiro de 2008 e se prolongaram até março deste mesmo ano. Pela primeira vez, não houve audições em Nova York. O programa estreou dia 22 de março com duas horas de duração.
Mais uma vez Cat Deeley foi a apresentadora e Nigel Lythgoe e Mary Murphy os jurados permanentes. Novos estilos de dança foram incluídos nesta temporada, como Bollywood, e alguns novos coreógrafos, como Tabitha e Napoleon (Hip-Hop). O prêmio para o vencedor foi novamente $ 250.000 em dinheiro, o título de "Dançarino Favorito da América" e uma oferta para um papel na Step Up 3D.  No final, os telespectadores escolheram Joshua Allen como o grande vencedor, e Katee Shean recebeu um prêmio-surpresa de US $ 50.000 por ter sido a dançarina feminina melhor colocada.
No Brasil, o último episódio da 4.ª temporada foi exibido no dia 4 de julho de 2010 pelo canal pago LIV, antigo People & Arts.

### 5.ª Temporada
As audições para a 5.ª temporada se iniciaram em Nova York, no dia 13 de novembro de 2008 e continuaram em Miami, Los Angeles, Denver, Memphis e Seattle. O episódio de estreia foi exibido em 21 de maio de 2009. Louis van Amstel, Stacey Tookey e o ex-participante Travis Wall juntaram-se ao elenco de coreógrafos e Shane Sparks voltou a coreografar apesar do seu envolvimento com o programa America's Best Dance Crew. O prêmio para o vencedor é novamente $ 250.000 em dinheiro eo título de "Dançarino Favorito da América".  A quinta temporada teve o último episódio exibido no dia 6 de Agosto de 2009 no Kodak Theater em Hollywood. A vencedora da temporada foi a dançarina Jeanine Mason, e a segunda colocação ficou com o concorrente Brandon Bryant.
No Brasil, o canal LIV exibiu o último episódio da 5ª temporada no dia 12 de junho de 2011.

### 6.ª Temporada
As audições para a 6.ª temporada iniciaram-se em Boston, no dia 28 de maio de 2009 e continuaram em Atlanta, Los Angeles, Nova Orleans, Phoenix e Salt Lake City. O episódio de estreia foi exibido em 9 de setembro de 2009. Diferentemente das edições anteriores, que ocorreram durante o verão nos EUA, a sexta temporada foi realizada durante o outono, na chamada "Fall Season". Desta forma, marca a primeira vez em que duas temporadas do programa são executadas em um ano. Outra novidade foi a final ser composta por seis finalistas, e não por quatro, como ocorreu em todas as outras edições. Cat Deeley retornou mais uma vez como apresentadora e Adam Shankman passou a participar como jurado permanente ao lado de Nigel Lythgoe e Mary Murphy.
Can-can e Jazz Africano foram alguns dos estilos de dança que apareceram pela primeira vez no programa. Novos coreógrafos também foram incluídos como: Spencer Liff (Broadway) e Jamal Sims (Hip-Hop). No final, Russell Ferguson venceu a temporada. Jakob Karr ficou em segundo lugar enquanto Kathryn McCormick (que ficou em terceiro) foi a melhor colocada das mulheres. Ellenore, por sua vez, ficou em quarto lugar.

### 7.ª Temporada
As audições para a 7.ª temporada iniciaram em janeiro de 2010. A temporada estreou em 27 de maio de 2010, trazendo grandes mudanças no formato como a volta de alguns participantes de temporadas anteriores. Nigel Lythgoe e Adam Shankman retornaram como juízes permanentes e Cat Deeley como apresentadora. Mia Michaels voltou ao programa como jurada permanente no lugar de Mary Murphy.
Dança taitiana, Stepping e Malevos foram alguns dos estilos de dança que apareceram pela primeira vez no programa. Entre os novos coreógrafos incluídos estiveram: Tessandra Chavez, Dee Caspary, Chuck Maldonado e Jonathan Roberts. No dia 12 de agosto foi revelado que Lauren Froderman foi a vencedora da temporada. Kent Boyd ficou em segundo lugar, apesar do seu grande favoritismo desde o início, enquanto Robert Roldan foi o terceiro colocado.
Os participantes anteriores que foram chamados para serem parceiros dos participantes da sétima temporada foram: Allison (2ª temporada), Anya, Dominic, Lauren, Neil, Pasha (3ª temporada), Comfort, Courtney, Mark, Twitch (4ª temporada), Ade (5ª temporada) e Kathryn (6ª temporada).

### 8.ª Temporada
As audições para a 8.ª temporada iniciaram-se em São Francisco, no dia 13 de outubro de 2010 e continuaram em Atlanta, Nova York, Salt Lake City e Los Angeles. A estreia da temporada foi no dia 26 de maio de 2011. Cat Deeley continuou como apresentadora e Nigel Lythgoe como jurado. Mary Murphy retornou ao programa como jurada permanente no lugar de Mia Michaels, que a havia substituído na edição anterior. Por incompatibilidade de agenda, Adam Shankman pôde retornar como jurado, sendo sua vaga ocupada pelo rodízio entre os seguintes coréografos: Jason Gilkison, Lil' C, Robin Antin, Toni Redpath e Tyce Diorio.
A dinâmica do programa passou novamente por uma mudança. A fase final da oitava temporada começou com Top 20 (formato presente nas temporadas 2-6), com os participantes competindo em duplas. Ao chegar no Top 10, a competição passou a ser individual com os participantes dançando com os all-stars (formato da temporada 7). A "dançarina favorita dos EUA" com 47% dos votos foi Melanie Moore e Sasha Mallory ficou em segundo lugar, com 32%.

### 9.ª Temporada
A 9ª temporada estreou no dia 24 de maio de 2012. Cat Deeley continuou como apresentadora e Nigel Lythgoe e Mary Murphy retornaram como jurados permanentes, sendo a terceira vaga ocupada pelo rodízio de convidados especiais.
As principais novidades desta temporada foram relacionadas aos resultados, com o anúncio dos menos votados sendo realizado ao final das apresentações devido à eliminação do programa de resultados, ao sistema de votação, que passou a ser individual desde o início, e à final, que terá dois vencedores. O formato do programa permeneceu o mesmo, com a fase final começando com Top 20.
A primeira colocada entre as mulheres foi Eliana, e em segundo lugar entre as mulheres ficou com Tifanny. Na disputa dos homens, quem ganhou foi Chehon, e o segundo lugar ficou com Cyrus.

## Versão portuguesa
Achas que Sabes Dançar? é a versão portuguesa do programa. Estreou dia 11 de abril de 2010 com apresentação de João Manzarra e como jurados César Augusto Moniz, Marina Grangioia e Miguel Quintão. A estreia foi um sucesso, sendo vista por mais de 1,250 milhões de espectadores, mais do que o programa Ídolos, que obteve média de 1,1 milhão de espectadores.